# Szyling ugandyjski
Szyling ugandyjski – oficjalna jednostka płatnicza Ugandy.
Została wprowadzona jako oficjalna waluta Ugandy w 1967 r. na miejsce szylinga wschodnioafrykańskiego. Do 1975 r. kurs szylinga był ściśle związany z kursem amerykańskiego dolara, później w charakterze jednostki umownej (umowna jednostka monetarna, mająca charakter pieniądza bezgotówkowego), zgodnie z zaleceniami MFW.
W 1986 w drodze denominacji wprowadzono do obiegu nowy szyling, który wymieniono po kursie 1 za 100 starych szylingów.
W obiegu pozostają banknoty o wartości 1000, 2000, 10 000, 20 000 i 50 000 szylingów, oraz monety o wartości 100, 200 i 500 szylingów. W praktyce, obok szylingów, jako środek płatniczy wykorzystywany jest w Ugandzie amerykański dolar i funt brytyjski.